# Eugène Mordant
Eugène Mordant (1885-1959) là một tướng lĩnh quân đội Pháp, hàm Trung tướng (général de corps d'armée). Ông tham gia Thế chiến thứ nhất và sau đó sang phục vụ tại Đông Dương, cao nhất với vai trò Tổng chỉ huy quân Pháp tại Đông Dương (1941-1944), được tướng Charles de Gaulle bí mật cử làm đại diện Chính phủ lâm thời nước Pháp tự do tại Đông Dương cho đến khi Nhật đảo chính Pháp.

## Thân thế và sự nghiệp
Eugène Mordant sinh ngày 23 tháng 7 năm 1885 tại Châteauneuf-la-Forêt (Haute-Vienne). Là con trai của một hiến binh, ông được nhận vào học tại trường Saint-Cyr vào năm 1904. Eugene học rất tốt và đỗ thứ hạng cao (20/300), sau đó tham gia vào quân đội thuộc địa và phục vụ ở châu Phi và Morocco. Ông tham gia Thế chiến thứ nhất, đã hai lần bị thương trong cuộc chiến và được trao tặng Bắc Đẩu Bội tinh đệ Ngũ đẳng (Chevalier de la Légion d'honneur) năm 1915 khi đang là Đại úy, thuộc Trung đoàn Bộ binh thuộc địa số 23.
Sau khi chiến tranh kết thúc, Mordant vào học tại trường Cao đẳng Chiến tranh (École supérieure de Guerre) và tốt nghiệp sĩ quan tham mưu. Sau đó, ông phục vụ cho quân đội Pháp ở Đông Dương, được thăng dần lên cấp Chuẩn tướng (Général de Brigade) vào năm 1937, chúc vụ Tham mưu trưởng quân thuộc địa (état-major des troupes coloniales). Ông được trao tặng Bắc Đẩu Bội tinh đệ Tứ đẳng (Officier de la Légion d'honneur) năm 1920.
Khi Thế chiến thứ hai nổ ra, Mordant dược triệu hồi về Pháp, giữ chức Tư lệnh Sư đoàn Bộ binh 16 (16e division d'infanterie) với cấp bậc Thiếu tướng (Général de Division) vào năm 1940. Ông tham gia trong Trận chiến nước Pháp, nổi bật với trận Amiens. Tuy nhiên, trận đánh ngoan cường tại Amiens vẫn không thể thay đổi được kết cục thảm bại của nước Pháp.
Sau khi Chính phủ Vichy thành thế chính phủ Đệ Tam Cộng hòa, năm 1941, Mordant được cử sang Đông Dương với vai trò Tổng chỉ huy quân Pháp tại Đông Dương và được thăng cấp bậc Trung tướng (Général de Corps d'Armée) vào năm 1942. Mặc dù vẫn phục vụ cho chính phủ Vichy, Mordant sớm ngả theo phong trào Pháp quốc Tự do của tướng Charles de Gaulle. Điều này làm bùng nổ mâu thuẫn giữa Mordant và Toàn quyền Jean Decoux, vốn trung thành với chính phủ Vichy, dẫn đến việc Decoux cho Mordant nghỉ hưu vào tháng 6 năm 1944, thay thế bằng tướng Georges Aymé.
Tháng 7 năm 1944, một đại diện của tướng de Gaulle là François de Langlade bí mật gặp Mordant tại Hà Nội, theo đó thông báo ủy quyền của tướng de Gaulle giao cho Mordant làm đại diện cho Ủy ban Giải phóng Quốc gia Pháp (Comité français de Libération nationale - CFLN) và Chính phủ lâm thời Cộng hòa Pháp (Gouvernement provisoire de la République française - GPRF) tại Đông Dương. Trên vai trò này, Mordant đã bí mật liên kết với các viên chức và sĩ quan Pháp tại Đông Dương để chuẩn bị cho sự tiếp quản của Chính phủ lâm thời Cộng hòa Pháp thay cho chính phủ Vichy.
Tuy nhiên, các hoạt động của Mordant sớm đổ vỡ khi quân Nhật quyết định hất cẳng Pháp để nắm toàn quyền cai trị tại thuộc địa này. Ngày 8 tháng 3 năm 1945, tướng Gabriel Sabattier, chỉ huy trưởng quân Pháp tại Bắc Kỳ đã thông báo cho Mordant về kế hoạch đảo chính của quân Nhật. Nhận thấy mọi sự chống cự là vô ích, Mordant đã án binh bất động và bị quân Nhật bắt làm tù binh trong cuộc đảo chính ngày 9 tháng 3.
Cuốc sống giam cầm của Mordant cùng nhiều sĩ quan và binh lính Pháp bị giam tại Hà Nội không kết thúc ngay khi Nhật Bản đầu hàng Đồng Minh. Cách mạng tháng 8 nổ ra, chính quyền Việt Nam Dân chủ Cộng hòa được thành lập và người Việt nhanh chóng kiểm soát toàn bộ lãnh thổ Việt Nam trước khi quân Đồng Minh kịp vào tiếp quản. Mãi khi quân đội Trung Hoa Quốc dân Đảng tiến vào Đông Dương, Mordant mới được người Trung Quốc thả tự do vào cuối năm 1945.
Sau khi được tự do, Mordant trở về Pháp. Ông được chính phủ Pháp trao tặng Bắc Đẩu bội tinh đệ Tam đẳng (Commandeur de la Légion d'Honneur) năm 1945.
Ông cho xuất bản một cuốn hồi ký Au service de la France en Indochine, 1941-1945 nói về cuộc chiến tranh của ông ở Đông Dương.
Ông qua đời ngày 8 tháng 9 năm 1959 tại Saint-Gaultier (Indre), thọ 74 tuổi.